# Patinatge de velocitat als Jocs Olímpics d'hivern de 1948 - 1.500 metres masculins
Als Jocs Olímpics d'Hivern de 1948 celebrats a la ciutat de Sankt Moritz (Suïssa) es disputà una prova de patinatge de velocitat sobre gel sobre una distància de 1.500 metres. La competició se celebrà el dia 2 de febrer de 1948 a l'Estadi Olímpic de Sankt Moritz.

## Comitès participants
Participaren 45 patinadors de velocitat de 14 comitès nacionals diferents.
| - Àustria (2) - Bèlgica (1) - Canadà (3) - Corea del Sud (3) - Estats Units (4) - Finlàndia (4) - Hongria (4) |  | - Itàlia (3) - Noruega (4) - Països Baixos (4) - Regne Unit (4) - Suècia (4) - Suïssa (3) - Txecoslovàquia (1) |

## Resum de medalles
| Or             | Argent        | Bronze       |
| Sverre Farstad | Åke Seyffarth | Odd Lundberg |

## Rècords
Rècords establerts anteriorment als Jocs Olímpics d'hivern de 1948.
| Rècord del món | 2:13.8 | Hans Engnestangen | Davos (SUI)                  | 29 de gener de 1939  |
| Rècord olímpic | 2:19.2 | Charles Mathiesen | Garmisch-Partenkirchen (ALE) | 13 de febrer de 1936 |

Els tres medallistes patinaren per sota del temps olímpic, deixant-lo Sverre Farstad en 2:17.6 segons.

## Resultats
| Posició | Patinador          | Temps  |
| ------- | ------------------ | ------ |
| 1       | Sverre Farstad     | 2:17.6 |
| 2       | Åke Seyffarth      | 2:18.1 |
| 3       | Odd Lundberg       | 2:18.9 |
| 4       | Lassi Parkkinen    | 2:19.6 |
| 5       | Harry Jansson      | 2:20.0 |
| 6       | John Werket        | 2:20.2 |
| 7       | Kalevi Laitinen    | 2:20.3 |
| 8       | Göthe Hedlund      | 2:20.7 |
| 9       | Kees Broekman      | 2:21.0 |
| 10      | Gunnar Konsmo      | 2:21.2 |
| 10      | Iván Ruttkay       | 2:21.2 |
| 12      | Antero Ojala       | 2:21.4 |
| 13      | Jan Langedijk      | 2:21.9 |
| 14      | Kornél Pajor       | 2:22.2 |
| 15      | János Kilián       | 2:22.5 |
| 16      | Ivar Martinsen     | 2:22.6 |
| 17      | Mats Bolmstedt     | 2:22.8 |
| 18      | Henry Howes        | 2:23.0 |
| 19      | Lee Hiyo-Chang     | 2:23.3 |
| 20      | Raymond Blum       | 2:23.4 |
| 21      | Pentti Lammio      | 2:23.9 |
| 22      | Ken Henry          | 2:24.6 |
| 23      | Bruce Peppin       | 2:24.7 |
| 24      | Anton Huiskes      | 2:25.0 |
| 25      | Aad de Koning      | 2:25.3 |
| 26      | Vladimír Kolář     | 2:25.6 |
| 27      | Frank Stack        | 2:25.7 |
| 28      | Robert Fitzgerald  | 2:27.0 |
| 29      | Abraham Hardy      | 2:28.5 |
| 30      | Dennis Blundell    | 2:29.2 |
| 31      | Choi Young-Chin    | 2:29.8 |
| 32      | Gordon Audley      | 2:30.0 |
| 32      | Enrico Musolino    | 2:30.0 |
| 34      | Giorgio Cattaneo   | 2:30.5 |
| 34      | Hanspeter Vogt     | 2:30.5 |
| 36      | Guido Caroli       | 2:30.9 |
| 36      | Lee Chang-Kook     | 2:30.9 |
| 38      | Max Stiepl         | 2:31.2 |
| 39      | Gedeon Ladányi     | 2:31.3 |
| 40      | Gustav Slanec      | 2:31.9 |
| 41      | Thomas Ross        | 2:32.6 |
| 42      | Rudolf Kleiner     | 2:33.0 |
| 43      | Sepp Rogger        | 2:34.7 |
| 44      | Ferdinand Preindl  | 2:38.6 |
| 45      | Pierre Huylebroeck | 2:40.2 |